# Aglyptodactylus laticeps
Aglyptodactylus laticeps Glaw, Vences et Böhme, 1998 è una rana della famiglia Mantellidae, endemica del Madagascar.

## Descrizione
È un anuro di medie dimensioni, che raggiunge i 39–45 mm nei maschi e i 60 mm nelle femmine.
 
La superficie dorsale è liscia, di colore grigio-bruno; sul muso sono presenti due caratteristiche macchie scure laterali; una coppia di macchie nere è presente talora anche nella regione inguinale.

## Biologia
È una specie terricola, con abitudini diurne.
Si riproduce sfruttando pozze temporanee che si creano sul terreno durante la stagione delle piogge.
Il richiamo del maschio è un gracidio costituito da una serie lenta di 3-5 note pulsate.

## Distribuzione e habitat
L'unica località dove è presente Aglyptodactylus laticeps è la foresta di Kirindy, nel Madagascar occidentale, ad una altitudine di 100 m s.l.m.
Il suo habitat naturale è rappresentato dalla foresta decidua secca, dove popola le lettiere di foglie umide che si formano sul terreno.

## Conservazione
Per la ristrettezza del suo areale originario la IUCN red list classificava A. laticeps come specie in pericolo di estinzione (Endangered). Ulteriori popolazioni scoperte successivamente hanno permesso di classificarla come vulnerabile (Vulnerable).